# Francisco Tuero
Francisco Tuero Bertrand (Oviedo, 1921-Oviedo, 2 de febrero de 2003) fue juez y tratadista eminente asturiano.

## Biografía
Estudia derecho en la Universidad de Oviedo. En 1945 se convierte en juez y comienza a trabajar en diferentes juzgados de primera instancia. En 1963 es nombrado magistrado de la Audiencia Territorial de Oviedo, cargo que ocupa hasta 1981 en que se convierte en magistrado del Tribunal Supremo y presidente de la Junta Electoral Central. En 1989 tras su jubilación regresa a su Asturias natal.
En 1990 se le nombra presidente del RIDEA del que a era director, cargo que ocupó hasta el año 1996.
Fue nieto de Tomás Tuero, escritor y periodista asturiano que fue amigo de Clarín y Armando Palacio Valdés.

## Distinciones
Entre los diferentes cargos que ocupó cabe destacar los de presidente de la Academia de Jurisprudencia (1977-1981), fundador de la Revista Jurídica de Asturias y director del Real Instituto de Estudios Asturianos. Fue además miembro del Centro de Estudios del Siglo XVIII. Fue socio fundador de Bibliófilos Asturianos
Premio Asturias (1998).
Cruz de Honor de la Orden de San Raimundo de Peñafort.

## Obra
- Un pleito sobre el derecho de asilo en el Oviedo del siglo XVIII, 1973.
- Instituciones tradicionales en Asturias, 1976.
- Ordenanzas Generales del Principado de Asturias, 1977.
- La Junta General del Principado, 1978.
- La creación de la Real Audiencia en la Asturias de su tiempo, 1979.
- Riego. Proceso a un liberal, 1995.
- Diccionario de derecho consuetudinario e instituciones y usos tradicionales de Asturias, 1997.
- Carlos II y el proceso de los hechizos, 1998.

- Datos: Q5867627